# Железничка станица Панчево Војловица
Железничка станица Панчево Војловица је последња железничка станица на прузи од Београд центра до Панчева Војловице, и станица Београдског железничког чвора. Налази се у насељу Панчево у граду Панчеву. Пруга се наставља ка петрохемији и рафинерији нафте Панчево у једном смеру и у другом према Панчево вароши. Железничка станица Панчево Војловица састоји се из 4 колосека.